# Jaroslav Svojše
Jaroslav Svojše (30. října 1920, Horažďovice – 21. února 1983, Prachatice) byl český skaut a spisovatel, autor dobrodružných příběhů pro chlapce.

## Život
Jaroslav Svojše se narodil roku 1920 v rodině horažďovického kartáčníka Jana Svojšeho a jeho manželky Františky, rozené Břindové. Otec zemřel, když mu bylo šest let. V deseti letech onemocněl tuberkulózou a léčil se v sanatoriu ve Vysokých Tatrách. Vyučil se zámečníkem se specializací na pletací stroje. Během druhé světové války pracoval v České zbrojovce ve Strakonicích, což jeho zdraví nepřispělo a musel plicní chorobu opět léčit, tentokrát v lázních ve Velichovkách. Dne 4. září 1945 se oženil s Vlastou Svatošovou a přestěhoval se do Kraslic, kde pracoval jako úředník Okresního národního výboru. Založil zde skautský oddíl a stal se jeho vedoucím.
Jeho nemoc si však opět vyžádala léčbu ve Vysokých Tatrách. Po návratu a poté, co Junák byl v roce 1948 komunisty likvidován, se s manželkou přestěhoval do Prachatic, kde opět pracoval jako úředník. Ve svých 42 letech byl pro nemoc dán do plného invalidního důchodu. V té době začal psát příběhy ze skautského prostředí. Roku 1968 se zasloužil o obnovení Junáka v Prachaticích a působil zde jako výchovný zpravodaj jeho okresní rady. Roku 1969 mu vyšla kniha Jezero sedmi světel o dobrodružstvích chlapců ze skautské družiny na letním táboře. Další jeho knihy již za normalizace vyjít nemohly.
Po opětovném zákazu Junáka pracoval Svojše v ochraně přírody, fotografoval přírodní i památné stavební objekty a výsledky své práce o Schwarzenberském plavebním kanálu předal Národnímu technickému muzeu v Praze. Naučil se také esperanto a přeložil do něj knihu Miroslava Horníčka Dobře utajené housle. Do espererantského časopisu La skolta mondo (Skautský svět) přispíval pod pseudonymem King-Kay. Dalších vydání svých knih se již nedočkal. Zemřel roku 1983 v Prachaticích.